# Family Romance, LLC
Family Romance, LLC ist ein Spielfilm von Werner Herzog.

## Handlung
Ein Mann wird dafür bezahlt, stundenweise den Vater eines 12-jährigen Mädchens darzustellen.

## Hintergrund
Der Filmtitel ist der Name eines Unternehmens in Tokio, das von Yuichi Ishii gegründet wurde und Personen unter anderem als Ersatz-Familienmitglieder vermietet. Der Film feierte am 18. Mai 2019 im Rahmen der Internationalen Filmfestspiele von Cannes als Sonderaufführung Premiere.
Er wurde außerdem beim Telluride Film Festival und auf dem  Busan International Film Festival gezeigt.
Herzogs Regiearbeit gelangte in die Vorauswahl für die Golden Globe Awards 2021 („Bester fremdsprachiger Film“).